# Blinx 2: Masters of Time and Space
 Blinx 2: Masters of Time and Space es un juego de plataformas desarrollado por Artoon y publicado por Microsoft Game Studios. Fue lanzado para la Xbox el 18 de noviembre de 2004. Es secuela de Blinx: The Time Sweeper, que fue lanzada para Xbox en 2002.

## Introducción
La trama de Blinx 2 trata sobre una banda de ladrones cerdos espaciales llamada Tom-Tom Gang que llegan a las Ruinas del tiempo para robar cristales del tiempo. En el transcurso de su búsqueda, Benito, el líder de la banda, descubre un cristal enorme llamado Gran Cristal, el cual quiere obtener, sus 3 secuaces le advierten que es peligroso robarlo, pero Benito ignora las advertencias e intenta tomar dicho cristal, al tocar el cristal, este se fragmenta en 8 partes las cuales se dispersan entre los distintos mundos; el objetivo del juego es reconstruir al Gran Cristal mediante la búsqueda de los Fragmentos en las distintas locaciones del juego.
Blinx 2 es considerado la mejor edición de Xbox.

## Rondas
Hay 5 rondas para los gatos y 5 para los cerdos:
Mundo Mitad y Mitad: En la primera ronda del juego, debes ir a una isla en la cual es de día y de noche a la vez, la primera misión consiste en tirar una barricada para tener acceso a la siguiente zona con el fin de poder continuar con tu misión, Hay 2 maneras de conseguir dicho objetivo: Destruir la puerta con 3 bombas o robar la llave a los Tom-Tom Gang; la segunda misión consiste en robar baterías para poder pilotar el helicóptero e ir a la isla Weis al sur de esa isla, aquí también puedes escoger uno de los dos caminos o combinarlos: robar 2 pilas grandes de keropez o robar 4 pilas pequeñas de la banda Tom-Toms (un truco de regalo es que puedes robar 2 pilas chicas y 1 grande y tu trabajo no se complica); al pilotar el helicóptero iras a la isla mencionada anteriormente, en esta isla te enfrentaras al primer monstruo/jefe llamado Guardián de piedra, Para derrotar a este jefe debes golpearlo con cualquier objeto,al hacer esto el enemigo caerá al suelo, cuando esto suceda el jefe será vulnerable a tus ataques, para atacarlo debes lanzarle otro objeto al cristal verde que se encuentra en su pecho, (Cualquier objeto puede hacerle daño, pero las bombas hacen un daño mayor respecto al de los demás objetos), si usas bombas solo tendrás que golpearlo 3 veces, pero si usas cualquier otro objeto deberas golpearlo más veces. Al terminar la misión consigues el fragmento y deberas regresar a la fábrica del tiempo.
Base 2.ª Mitad: en la segunda ronda del juego tomas el control de los Tom Tom Gang, para robar piezas del radar Tom-Tom, en la primera misión debes de buscar el mapa, este se encuentra en una bodega la cual esta bloqueada, para tener acceso a ella debes robar la llave, la llave la obtienes al domir al guardia que cuida la bodega, en la segunda misión debes pasar del bloque E, escabullirte por el bloque D y finalmente llegar al bloque C, en la tercera misión debes entrar a un agujero que está en el ala occidental. Al terminar la misión llegas al bloque B, en este sitio habrá una bodega la cual contiene las partes del radar Tom Tom, pero esta esta vigilada por 2 guardianes, debes dormid a ambos guardias y rápidamente entrar a la bodega sin que seas detectado, entras al bloque A, y en este habrán cofres que contienen las piezas del radar, debes desactivar el interruptor para desactivar los rayos láseres y abrir la puerta para poder escapar, debes salir de la bodega y regresar al punto de partida del nivel, en este punto hay varias maneras de lograr lo antes mencionado, pero la más sencilla es usar granadas para detener el tiempo y evitar que los guardias te ataquen, después de lograr esto debes ir a la isla día y noche, en esta isla debes derrotar a los barrenderos para obtener una fragmento del gran cristal.
Ruinas del Tiempo: La segunda ronda de los gatos, avisa que los Tom-Toms que invadieron la fábrica al principio del juego, desaparecieron pero los Tom-Toms que llegaron al Mundo Mitad y Mitad robaron el fragmento del gran cristal, debes ir a las ruinas, la primero misión consta en dos opciones destruir 12 estatuas de faraones o activar 10 interruptores a la plaza Sino, porque ahí dicen que se muestra la señal del gran cristal, al llegar a la plaza Blinx te da una misión extra de usar un reactivo para salvar al portal de ser destruido. la segunda misión también es opcional dice que la plaza es una portal a otro lugar lejos, y para activarlo debes hacerlo desde lo más alto de la pirámide, o activarla con 4 llaves de keropez, después de activarlo, viajas a la arena Ruinas del tiempo, en donde debes enfrentarte a la Mandrágora Gigante el resulta para matarlo debes dispararle a los tentáculos, usar el control atrás y se aran 12 semillas de la mandrágora debes pisarlas a todas, al terminar dice NecoJi que derrotaron a los Tom-Toms y tiene 1 fragmento, y con el de la misión 2.
El Templo del Neutralizador: La segunda ronda de los cerdos, en donde Mateo dice que perdió ante NecoJi por el tiempo pausa, entonces dice Ned que su abuelo le contaba historias del neutralizador del control del tiempo, en las antiguas ruinas del templo del dios Gato, pero está vigilada por guardianes, en la primera misión Ned dice que su abuelo dijo de una balanza antes de entrar a la estatua, debemos encontrar un tesoro para ponerlo en la balanza, después de activarla, inicia la misión dos en donde debes tomar el neutralizador, para activar la estatua debes de resolver un rompecabezas de luz. Al abrir la estatua y tomar el neutralizador, el templo se empezara a colapsar, al salir recibes un mensaje de Nino, que Blinx los está atacando, ahí pruebas el neutralizador, al matarlos descubres que los gatos tomaron el fragmento.
Cementerio de barcos: La tercera ronda de los cerdos explica dos cosas importantes, que un monstruo jefe es indestructible, y Benito te pide que vayas al cementerio para robar el tanque que está oculto, es la ronda más salvaje, ya que los cerdos son los primeros en llegar al mundo, debes de pasar niveles de barcos para llegar al tanque, al llegar inicia la misión 2 en donde debes de buscar las piezas del tanque en donde te enfrentas a 3 barrenderos que si les disparas vendrán más. Al conseguir las dos piezas la tercera misión te pide volver con el tanque reparado, al llegar, vas a la base Tom-Tom para que practiques como usar un tanque, luego te enfrentas al Tundragón, debes volarle todas las cabezas y luego darle a la gema verde que tiene en el corazón 3 veces y consigues otro cristal, ya van 2 para los cerdos.
Laguna del Monte: en la tercera ronda de los gatos, explica que en el mundo "laguna del monte", que los Tom-Toms lo llaman el Cementerio de los barcos, fue capturado un civil por culpa de estos, entonces la primera misión es opcional, robar la llave de la puerta principal o acoplarte en la entrada secreta, y te explican de los lagartos multiplicadores, al liberar a Mick, los Tom-Toms huyen al otro lado de la cueva, en esta misión los Tom-Toms detonaran la cueva, y lo que se debe hacer es desactivar todos los detonadores y así vas a la tercera misión en donde debes derrotar a un equipo de los Tom-Toms, al final de la ronda secuestran a los Tom-Toms para descubrir que planea Benito. La arena donde se ambienta en Jaula de Hielo, la arena más grande del modo multijugador.
Castillo Volador: la cuarta ronda de los gatos, se descubre que las barreras temporales manejan diferentes partes del mundo celeste, y los monstruos desarrollaron también campos de barreras temporales, en la primera misión, como el puente que une las dos islas está apagado, debemos quitar las barreras temporales que tapan los engranes, o matar a los 4 monstruos con barreras temporales, al lograrlo debes pasar el puente y esquivar las defensas de la otra isla, y dicen que la segunda misión avisa que para llegar a la isla triángulo debes usar un helicóptero, y la segunda misión es también opcional, robar el helicóptero o activar los engranes para desactivar las defensas, al llegar te enfrentas a un monstruo similar a Benito, debes destruirlo y antes de que se acabe el nivel, Chron avisa que recuperaron el fragmento, al matar al otro los gatos tienen 4.
Base Celeste: Es la ronda más difícil del juego, ya que es en donde te enfrentas a los enemigos más difíciles y en grandes números, en esta debes robar la joya del mundo celeste, la Piedra del vuelo que está custodiada por Guardianes del Tiempo, en la primera misión debes volar el molino que obstruye el paso a la base, puedes escoger una de las dos opciones, desactivar el molino, o volarlo con una torreta Tom-Tom, al llegar al otro lado debes bajar lo engranes para poder llegar rápido al interruptor de la bóveda, al bajarla debes de tomarla y salir de la base antes de que se caiga, en un mensaje de Benito que te pide robar un arma de los guardianes, al enfrentártelos te quedas con el rayo, después avisa que con esa arma, los Tom-Toms estarán a salvo de los monstruos con barreras temporales.
Base Tom-Tom: una misión extra que se dará una vez en todo el juego, explica el Operador que unos barrenderos llegaron a la base de los Tom-Toms y perdieron contacto, al viajar haya descubres que todos los barrenderos aliados fueron capturados y para liberarlos debes usar un Martillo, pero ahí hay enemigos, los Tom-Toms te pueden atacar.
Fábrica del tiempo: la ronda más épica de todo el juego, aquí dice que como los barrenderos llegaron a la base Tom-Tom, Benito tubo que huir para robar un Fragmento del gran cristal en la fábrica del tiempo, en donde debes pasar desapercibido, por muros, elevadores, botes de basura para robar un fragmento, al terminar, los cerdos tienes 3 Fragmentos y los Gatos tienen 3, igual.
Hornos del tiempo Después de que se fueron los barrenderos, Benito pide que viajen a los Hornos del tiempo, ya que Pícaro no sale de su base y poder robar el Fragmento del gran cristal, en la primera misión debes quitar un tanque de gasolina del camino el gran cristal, se puede de 2 formas distintas, una es explotarlo con dinamita y el otro es quitarle todas las tuberías de combustible, al acabar con el tanque descubre que la señal del gran cristal es obstruida por un vórtice temporal, al taparlo inicia la segunda misión, que debes desactivar el mega tanque de lava ya que eso detiene el portal al gran cristal, debes activar las 5 interruptores del tanque, al activar por completo uno la lava empezara a acercarse al tanque, al activar todo, la lava cae y Benito dice que corras porque va a dispararle al tanque, al huir en menos de 3 minutos te enfrentas a un demonio gato de las sombras. Al final la cría huye.
Hornos del tiempo parte 2: en esta última ronda de los gatos, explica que debes apagar el fuego causado por los Tom-Toms, y debes buscar el último fragmento del gran cristal, aquí es el nivel más difícil de los gatos, la primera misión te pide apagar todo el fuego de la zona y te pide uno de los 2 objetivos, apagar 10 fuegos o cerrar 6 válvulas de combustible, y lograr abrir la puerta para llegar a la base de pícaro, y ahí te enfrentas al único monstruo con barrera temporal del control pausa, al llegar a la base la han tomado los monstruos y la segunda misión te pide llegar como puedas a la nave de Pícaro, se puede llegando directamente a ella o matando a 6 monstruos con barreras temporales, al llegar a ella vas a un planeta de día que en ella te enfrentas a la cría del demonio gatuno de la ronda de los cerdos ya que comió un fragmento del gran cristal.
Mundo A30: la batalla final se disputa entre el demonio de las tijeras y los 2 equipos creados juntos, lo primero que debes hacer es deshacerte de todo el ejército de BioSa, luego dispararle al demonio recupera los fragmentos, luego apuntarle a todos los puntos y disparar al matar al demonio, el gran cristal se vuelve a formar, y resulta que es Mina, la mujer de los sueños de Benito. Luego que se hace la paz, termina el juego que los barrenderos festejan.
Al final de los créditos se muestra que en el trono de las diosas se ve un gato blanco sentado.

## Armas
Aspiradoras
- Nivel 1:
- TS-2000: Es la primera aspiradora que te dan en el juego, tiene capacidad de 5 municiones, cuesta 400 golds.
- TS-2100: es un modelo moderno a diferencia del anterior, tiene una capacidad de 5 municiones, cuesta 600 golds.
- TS-1000: es la primera aspiradora del Blinx: the time sweeper, es un modelo clásico, tiene capacidad de 5 municiones y cuesta 800 golds.

- Nivel 2:
- TS-3000 S: es una aspiradora moderna, tiene una capacidad de 5 municiones, cuesta 1500 golds.
- TS-3000 F: es un modelo que incendia las municiones, tiene una capacidad de 5 municiones y cuesta 1200 golds.
- TS-3000 I: es un modelo que congela a tus enemigos, pero no tiene potencia de ataque, cuesta 1500 golds.
- TS-4000: esta aspiradora recoge munición más grande, cuesta 1500 golds.
- TS-5000 X: es el modelo que usa Blinx en el juego, cuesta 2000 golds.
- TS-5000 W: es un modelo algo distinto, dispara 2 proyectiles a la vez, cuesta 2000 golds y es la única aspiradora que tiene esta función.
- TS-SAKANA: es un modelo muy peculiar, es como un pez, pero aspira rápido, cuesta 2000 golds.

- Nivel 3:
- TS-16000: es la primera aspiradora nivel 3, tiene una gran velocidad de disparo, tiene capacidad de 10 municiones y cuesta 3000 golds.
- TS-16000 S: es la mejor aspiradora, cuesta 3500 golds, tiene una velocidad en aspiración, es la última aspiradora.

Armas de Fuego
- Flechas y Balines:
- Tirachinas: es el arma que te dan al inicio de juego, puede dormir a los gatos, pero no pueden matarlos, es un arma simple, tiene capacidad de 20 flechas, cuesta 100 golds.
- Ballesta: es el arma más poderosa de este grupo, ya que puedes matar a alguien de un solo tiro, tiene capacidad de 2 flechas y aunque tiene poca munición es perfecta para aquello, cuesta 1500 golds.
- Mina Terrestre: es el arma más simple en matar en este grupo, la pones y, atrapa a alguien y explota, tiene capacidad de 10 municiones, cuesta 500 golds.
- Mina Remota: es un arma compleja, la pegas te alejas y la activas para que explote en una batalla, tiene capacidad de 10 municiones, cuesta 1000 golds.

- Balas:
- Oink-38: es la más sencilla de esta clase, te la dan antas de iniciar la ronda 2, aunque batallas en matar a alguien es perfecta para las rondas, cuesta 200 golds, tiene una capacidad de 12 balas.
- Escopeta: es fuerte si estas cerca, aunque se tarde demasiado es perfecta para combate cuerpo a cuerpo, tiene una capacidad de 12 balas y cuesta 2000 golds.
- MaG-420: dispara una ráfaga de 6 balas y aunque sea buena en el modo historia, es excelente en el modo desafío, si tienes buena puntería.
- TON16A: es la metralleta más simple, dispara una ráfaga de 6 balas, tiene una capacidad de 24 balas y cuesta 600 golds.
- Fusil de Precisión: para tener buena puntería es la mejor arma, y la más poderosa de este grupo, pero es muy cara, cuesta 3000 golds, tiene capacidad de 12 balas.

- Misiles:
- Lanza Granadas: lanza bombas, es la desventaja, pero en el modo historia es excelente, pero en el multijugador es la peor, tiene una capacidad de 8 bombas, cuesta 1000 golds.
- BAZ-006: es un arma perfecta en multijugador, ya que dispara misiles a una distancia increíble, tiene una capacidad de 8 misiles y cuesta 1500 golds.
- TVM-3: es un arma torpe en multijugador, buena si practicas con ella, pero debes manejar tu el misil a donde se dirige el enemigo, tiene una capacidad de 8 misiles y cuesta 3500 golds.
- SAM-440: es el arma más cara de este grupo, ya que cuesta 4000 golds, y tiene sensor de calor los misiles, es la ventaja, tiene una capacidad de 8 misiles, pero es el arma más común del juego en este grupo.
- Cohete: es el arma más poderosa de este grupo, ya que es la mejor en su trabajo, tiene una capacidad de 12 misiles, el arma con más capacidad de misiles, cuesta 500 golds.

- Municiones:
- Pistola de Agua: es un arma potente, pero no poderosa, tiene una capacidad de 20 municiones, cuesta 250 golds, es un arma perfecta para los guardianes barrenderos en las 2 primeras rondas.
- Flama FP-40: es un lanzallamas sofisticada, pero no tiene gran potencia de ataque, se acaba muy pronto la munición, tiene una capacidad 50 municiones, cuesta 3000 golds, es el arma más sencilla de este grupo.
- Rayo G300: es el arma más potente en el modo historia, mata a alguien en 2 tiros, tiene una capacidad de 20 municiones y cuesta 5000 golds.
- Bañera Pesada: es un arma única del modo multijugador, consiste en apuntar en un lugar y caerán bañeras en todo ese lugar, tiene una capacidad de 2 municiones, cuesta 5000 golds.
- Satélite: es la más poderosa en el modo multijugador, tiene la misma función que la de la bañera pesada, pero en lugar de bañeras son rayos mortales.

## Monstruos del Tiempo
- Pequeños:
- Spike: este monstruo es el primero de todo el juego, es similar al primer juego, gira apuntando su púas, la diferencia al muñeco anterior es que a este ser se puede ser disparado mientras ataca, cosa que en el primer juego no se podía.
- Keropez: tiene un concepto muy similar al juego anterior, pero ahora es mitad rana, mitad pez, y se llama Keropez, no Keropper, su función es que come todo lo que le lanza en la cara, pero le afecta si es bomba o misiles, para matarlo de forma con basura común se puede disparar de la espalda a los costados.
- Octoglobo: tiene la misma figura que el del juego anterior, flota este ser, dispara la basura, pero la única diferencia de la versión anterior es que este gira cuando alguien está cerca.
- Monstruo Veloz: se encuentra únicamente en el mundo Ruinas del Tiempo esta en cuartos cerrados, solo puede ser derrotado por un control pausa, ya que lento no puede ya que también es rápido aun así.
- Demonio de la diosa: es un monstruo grande, golpea al suelo y hace una onda, pero es muy frágil, soporta un golpe y como se tarda mucho en detectar al jugador, es un monstruo sencillo.
- Fantasma de Huesos: es un monstruo que aparece desde la ronda 3, con los monstros, soporta 2 golpes, una para marearlo y la otra para matarlo, se tarda mucho para transformarlo, por lo tanto es muy fácil.
- Lagarto Multiplicador: es un lagarto con la misma función de Spike, pero la única excepción es que se transforma en 2 colores que se pueden matar, el verde se muere y en el rojo se multiplica en 2.
- Lagarto Volador: este ser utiliza orbes para defenderse aparece desde la ronda 3, dispara basura igual al Octoglobo, es sencillo de matar.
- Dragón del Tiempo: es el monstruo más difícil, ya que es el único que maneja un control dele tiempo, siempre se encuentra dormido, cuando te ve cuanta hasta 3 y activa el control pausa, y corre anta ti, tiene escudo con barrera temporal.

- Jefes:
- Guardián de Piedra: es le jefe del mundo Mitad y Mitad, al dispararle en la pierna se cae y se puede mostrar su núcleo lo cual debes dispara, es lento, pero puede lanzar bombas al jugador y puede dar un gran salto en le que te puede aplastar.
- Mandrágora Gigante: es una planta de un gran tamaño, es el jefe del mundo Ruinas del Tiempo tiene tres tentáculos que lanzan basura, sostiene controles de atrás, ya que con ese control puedes derrotarlo haciéndolo en 12 semillas y aplastarlas o dispararles.
- Tundragón: es el primer jefe al que se le enfrentan los cerdos, solo puede ser asesinado por un tanque pirata, tiene cuatro cabezas lo cual es lo que lo hace muy poderoso al dispararle a las cuatro cabeza deja vulnerable al núcleo del monstruo, es el más poderoso de todos, aparte del jefe final.
- el Gran Benito: creado por un sueño que tubo Benito por el gran cristal, es el jefe del mundo Castillo Volador, es muy fácil de derrotarlo, ya que su debilidad es el control grabar en su estómago, es le monstruo más sencillo de derrotar.
- Garra Oscura: es el segundo jefe en el que se enfrentan los cerdos, su debilidad es la luz y con un martillo va a ser sencillo derrotarlo, es vulnerable igual que la mandrágora, se vuelve en pequeñas crías, y con armas de los cerdos va a ser más sencillo de matarlo.
- Garra Plateada: una de las crías de garra oscura vuelve pero con una mano negra, es sencilla de matar, pero no como Benito.
- Demonio de las tijeras: el jefe final del juego, es el más poderoso, pero el nivel donde te lo enfrentas es muy corto, pero el físico de este ser es impresionante, nació a base de la caída de las tijeras de la diosa, que enojada, soltó las tijeras que cortan el tiempo y su debilidad es el gran cristal.

## Controles De Tiempo
Un Control De Tiempo se obtiene al juntar tres cristales del mismo. A diferencia del primer juego, no importa el orden.
Si te dañan durante un Control De Tiempo, este se anulará.
Selecciona el control correspondiente con Izquierda o Derecha en tu mando de cruz y presiona X para activarlo.
- Simples:
- ATRÁS: Este provoca que el tiempo corra hacia atrás para todo el mundo excepto para ti, algunos elementos previamente destruidos pueden ser restauradas con este control de tiempo sin importar que el tiempo en el que fue destruido. Durante el transcurso de este, el entorno que te rodea se tornará púrpura.

No es muy útil en la primera ronda.
- ADELANTAR: Este provoca que el tiempo corra con más rapidez para todo el mundo, incluyendo a ti. Durante Adelantar, te mueves al doble de velocidad y saltas mucho más alto. Durante el transcurso de este, el entorno se tornará naranja, y tu personaje empezará a desprender un aura naranja.

Si los hay, se activarán unos anillos de bolas naranjas, pasar por ellos te dará una bonificación enorme en golds.
- PAUSA: Este provoca que el tiempo se detenga para todos en el mundo excepto para tu personaje. Todos los objetos del escenario se congelarán mientras se ejecute Pausa, así puedes saltar encima de ellas y alcanzar áreas secretas, pero también ayuda en interruptores de aire en las piscinas. Durante el transcurso de este, el entorno se tornará azul.
- GRABAR: Éste consiste en dos fases:

La primera fase son 10 segundos de grabación, durante los cuales te podrás mover con normalidad. Cuando los 10 segundos pasan (o si tu has sido lastimado por algún peligro), el mundo se rebobina 10 segundos, y el mismo lapso de tiempo se repite. Durante este 'playback', lo que has hecho tu durante la grabación será reproducido como un fantasma verde, lo que permite mejorar las tácticas de lucha, o acertijos que requieran dos jugadores para ser resuelto (como pulsar dos botones a la vez). Durante el transcurso de la primera fase, tanto el entorno como tu personaje se tornarán verdes, durante la rebobinación de los 10 segundos, el entorno y tu personaje se tornarán rosas, y al inicio del 'playback' no habrá ninguna modificación en la pantalla.
- LENTO: Este provoca que el tiempo corra con más lentitud para todos en el mundo excepto para ti. Los objetos en el escenario se desaceleran mientras se ejecute Lento, y se puede llegar de un salto a zonas ocultas. Durante el transcurso de este, el entorno se tornará amarillo.

- Únicos
- INTENTO: Éste control no puede ser activado manualmente, cuando tu salud llega a 0, se te da la opción de usarlo (si tienes uno), presiona Y para activarlo. Provoca que todo en el mundo, incluyendo a ti, sea rebobinado hasta un punto en el que te encuentres a salvo. Durante el transcurso de éste, tanto el entorno como tu personaje se tornarán en un naranja pálido.

- Reactivos: Son controles que se activan desde la Fábrica Del Tiempo, son muy útiles para salir de una pieza en ciertas ocasiones.
- PAUSA: Presiona X durante un reactivo para activarlo. Detiene los misiles que se acercan a ti, puedes aprovechar el momento para apartarte de la línea de fuego, algunos jugadores aprovechan este tipo de reactivos para aspirar misiles que te permitirían matar enemigos, o simplemente para ganar golds si se llevan hasta el final del nivel
- LENTO: Presiona Y para activarlo. Retrasa los misiles para que descubras, una abertura para protegerte de los disparos, es la escena que los jugadores llaman Matrix.

- Combinados: te permiten combinar 2 controles, necesitarás equipar un Cartucho Combinado en tú aspiradora para usar esto.
Selecciona el control correspondiente con izquierda o derecha en tu mando cruceta y mantén presionado X, después, usa el mando cruceta para moverte hasta el siguiente, suelta X y se activará.
- Pausa-Adelante: te mueves el doble de rápido mientras los enemigos y el resto del mundo que te rodea se detiene.
- Lento-Adelante: te mueves el doble de rápido mientras tus enemigos y el resto del mundo que te rodea se mueve a la mitad de la velocidad
- Grabar-Lento: te grabas y te reproduces a velocidad normal mientras los demás se mueven lento.

## Controles del Espacio
- Principales:
- Hiperdisfraz: puedes pasearte con este disfraz sin que se percaten de tu presencia, pero no te muevas rápido o te verán, es un control de primera.
- Túnel de Teletransporte: lanza el túnel adonde tu quieras ir y presiona x antes de que pasen 10 segundos para teletranportarte al otro extremo.
- Hoyo Negro: esta se lanza como el túnel pero en vez de transportarte les robas la vida a los enemigos, es útil cuando son muchos enemigos, no es recomendado en modo desafío.

## Recepción
Blinx 2: Masters of Time and Space recibió reseñas "mixtas o promedio" según el sitio web agregador de reseñas Metacritic. En Japón, Famitsu le dio al juego una puntuación total de 33 sobre 40. En una revisión de Blinx 2 para IGN, Douglass Perry lo llamó "un juego de plataformas sólido, aunque un poco por encima de lo común", pero afirmó que nada en el juego tenía una cualidad de "compra obligada" para él. Nick Margos, reseñando para GameSpy, dijo sobre el juego que "por cada mejora que se hace sobre su precuela, Blinx 2 presenta un elemento que parece diseñado para frustrar e impedir tu progreso". Duke Ferris de GameRevolution explicó que la implementación deficiente de nuevas características, diseños y música "contrarrestan lo que deberían haber sido algunas adiciones interesantes a un género antiguo".
Muchos revisores se quejaron de que "Blinx 2" tenía problemas con el primer juego. Gamespot's Alex Navarro afirmó que el juego era mucho menos restrictivo y significativamente más profundo que su predecesor, elogiando la adición de multijugador competitivo y cooperativo, pero lamentó que "todavía [carecía] de una jugabilidad cautivadora, o personajes que puede incluso empezar a preocuparse". Jason Hill de The Sydney Morning Herald dijo que si bien las secciones de Time Sweeper se mejoraron con respecto al juego anterior, la serie Blinx no logró capitalizar su potencial y la secuela fue "otra decepción"; Ronan Jennings Eurogamer se hizo eco de un sentimiento similar, afirmando que si bien la secuela había mejorado en el diseño y los controles, el juego en general era "tan decepcionante" como el primero.
Los revisores notaron que, a pesar de que el juego se tituló "Blinx 2", el propio Blinx solo apareció en la portada y en algunas escenas; en su lugar, se podían jugar personajes personalizados modificados a través del creador de personajes del juego. GameSpot en su revisión llamó a esto la "cosa más extraña" del juego. Sin embargo, otros revisores vieron esto como algo positivo, y GameZone lo calificó como una "función ingeniosa", y Eurogamer lo señaló como "una de las pocas adiciones inteligentes" al juego.